# Aja Volkman
Aja Volkman ( poslech[eižə]), přechýleně Aja Volkmanová (* 4. března 1980 Eugene, Oregon) je americká hudebnice, hlavní zpěvačka z indie rockové kapely Nico Vega. Vydala také EP s názvem Egyptian pod stejnojmennou přezdívkou jako duo s Danem Reynoldsem (z Imagine Dragons).

## Osobní život
Aja Volkmanová je dcerou Jamese Volkmana a umělkyně Rogene Manasové. Je členkou Církve Ježíše Krista Svatých Posledních dnů. Nepije alkohol a je vegetariánkou. Od 5. března 2011 je vdaná za zpěváka kapely Imagine Dragons, Dana Reynoldse. Mají dceru jménem Arrow Eve. V březnu 2017 se jim narodily další dvě dcery – dvojčata Gia James a Coco Rae. A v říjnu 2019 syn Valentine.  V dubnu 2018 se od sebe se svým manželem Danem Reynoldsem odloučili. Později se k sobě zase vrátili – o tom pojednává píseň „Bad Liar“, kterou společně složili.

## Kariéra

### Nico Vega (2005–současnost)
Volkmanová byla oslovena Mikem Peñou po sólovém vystoupení v roce 2005. I když Peña později opustil kapelu, aby se věnoval herectví, Dan Epand (bubeník) se připojil a tím se zformovalo základní složení kapely Nico Vega v roce 2007. Skupina vydala několik EP. Podepsali smlouvu s nyní zaniklým vydavatelstvím MySpace Records. O dva roky později kapela vydala své debutové, stejnojmenné album. Tři skladby z alba byly produkovány Lindou Perry (Pink, Christina Aguilera, Gwen Stefani) a zbytek byl produkován Timem Edgarem. Album mixoval Tchad Blake (The Black Keys, Sheryl Crow). Nico Vega vystoupila v show Last Call with Carson Daly později v roce 2009 a poté byla několik dalších let na turné. Ve větší míře cestovali s dalšími umělci včetně Gavina Rossdalea (Bush), Manic Street Preachers, Imagine Dragons, She Wants Revenge a Blondie. Vystoupili také vedle No Doubt. V této době kapela podepsala smlouvu s Five Seven Music. Jejich singl „Beast“ získal popularitu v roce 2013 prostřednictvím reklam na BioShock Infinite, což mělo za následek více než pět milionů kombinovaných stažení a zhlédnutí.
Druhé album, Lead To Light, bylo vydáno 22. července 2014 a uvádělo produkci Dana Reynoldse (Imagine Dragons, X Ambassadors), Tonyho Hoffera (Beck, Fitz and the Tantrums) a Tima Edgara (Nico Vega). Singl „I Believe (Get Over Yourself)“ byl spolunapsán Danem Reynoldsem. Skladba „Lightening“ byla napsána společně s Adamem Bravinem a Justinem Warfieldem z rockové kapely She Wants Revenge.

### Egyptian (2010–současnost)
Reynolds potkal Volkmanovou v roce 2010, když byl pozvaný k provedení úvodního entrée pro Nico Vega. Pozval ji, aby mu pomohla dokončit některá dema, na kterých pracoval. Začali proces spolupráce pod názvem Egyptian. Nahráli a nezávisle digitální cestou vydali stejnojmenné EP o čtyřech skladbách.
Tento projekt předvedli jednou v hotelu M Resort v Las Vegas.

### Sólová kariéra (2015–současnost)
V roce 2015 se Reynolds zmínil, že Volkmanová pracuje na sólovém projektu. Aja vydala tři singly od ledna 2016.

## Diskografie

### Nico Vega
- Nico Vega (2009)[17]
- Lead To Light (2014)[18]

### Egyptian
- Egyptian (2011)[15]

### Další výskyt
- „Our Demons“ – The Glitch Mob feat. Aja Volkman (2014)[19]
- „I Need My Memory Back“ – The Glitch Mob feat. Aja Volkman (2014)[19]